# Shosuke Katayama
Shosuke Katayama (片山 奨典 Katayama Shosuke?), född 8 september 1983 i Nara prefektur, är en japansk fotbollsspelare.
Katayama började sin karriär 2006 i Nagoya Grampus. 2009 flyttade han till Yokohama FC. Efter Yokohama FC spelade han för Roasso Kumamoto. Han avslutade karriären 2019.